# Juntura (Oregón)
Juntura es un lugar designado por el censo ubicado en el condado de Malheur en el estado estadounidense de Oregón. En el año 2010 tenía una población de 57 habitantes.

## Geografía
Juntura se encuentra ubicado en las coordenadas 43°44′40″N 118°4′43″O / 43.74444, -118.07861.